# Вуглецевий шовінізм

Структура Льюїса атому вуглецю з його чотирма валентними електронами.

Вуглеце́вий шовіні́зм або водно-вуглеце́вий шовіні́зм — неологізм, який застосовується для критики теорії про універсальність водно-вуглецевої форми життя. Зокрема, термін застосовується для позначення ідей, які базуються на припущенні, що основним компонентом молекул, відповідальних за біохімічні процеси життєдіяльності, обов'язково має бути вуглець. У межах концепції передбачається, що людям складно уявити певну альтернативну біохімію, оскільки самі вони є представниками вуглецевої форми життя і ніколи не зустрічалися з іншими формами життя. Термін було вжито 1973 року Карлом Саганом у його монографії щодо людських шовінізмів, які обмежують гіпотези про ймовірні форми позаземного життя «Космічний зв'язок» (англ. Cosmic Connection)
Використання слова «шовінізм» в цьому терміні може вводити в оману. Мова не йде про винятковість вуглецевих форм життя серед інших форм, оскільки а ні на Землі, а ні у Всесвіті науці не відомі сьогодні інші форми життя, окрім водно-вуглецевої. У космічній біології в межах антропного принципу передбачається, зокрема, що життя у всесвіті всюди має зароджуватися на однаковій хімічній основі: вода як універсальний розчинник та вуглець як центральний атом усіх без винятку біологічно важливих сполук. У межах теорії вуглецевого шовінізму висувається гіпотеза про теоретичну можливість альтернативної біохімії на основі інших базових хімічних елементів, здатних утворювати достатньо складні хімічні сполуки, наприклад, на основі кремнію або азоту та фосфору.
1999 року Кеннет Сілбер (англ. Kenneth Silber) у статті в журналі «Reason» щодо теорії ідеально побудованого всесвіту процитував точку зору астрофізика Віктора Стінжера (англ. Victor J. Stenger):

Немає ніякого сенсу, каже Стінжер, «робити висновок, що можливий лише єдиний вид життя» — ми знаємо дуже мало про життя у нашому власному всесвіті, не кажучи вже про «інші» всесвіти, для того, щоб робити подібні висновки. Припущення про те, що життю потрібний вуглець Стінжер засуджує як «вуглецевий шовінізм»; інші хімічні елементи, такі як кремній, можуть також утворювати молекули значної складності. Насправді, таке твердження Стінжера також ризиковане, припущення, що для всього потрібні молекули є «молекулярним шовінізмом»; у світі з іншими властивостями атомні ядра чи інші структури можуть складатися у зовсім інший спосіб.
Оригінальний текст (англ.)
There is no good reason, says Stenger, to "assume that there's only one kind of life possible" - we know far too little about life in our own universe, let alone "other" universes, to reach such a conclusion. Stenger denounces as "carbon chauvinism" the assumption that life requires carbon; other chemical elements, such as silicon, can also form molecules of considerable complexity. Indeed, Stenger ventures, it is "molecular chauvinism" to assume that molecules are required at all; in a universe with different properties, atomic nuclei or other structures might assemble in totally unfamiliar ways.